# Pedicia (Crunobia) zernyi
Pedicia (Crunobia) zernyi is een tweevleugelige uit de familie Pediciidae. De soort komt voor in het Palearctisch gebied.